# Judici dels Vint-i-un
El Procés del Bloc Trotskista-Dretista (en rus:  делу право-троцкистского блока ), més conegut com el Judici dels Vint-i-un va ser el darrer dels Judicis de Moscou, judicis espectacle de bolxevics preeminents, incloent els Vells Bolxevics. Va celebrar-se al Col·legi Militar del Tribunal Suprem de l'URSS de Moscou entre el 2 i el 13 de març de 1938, cap al final de la Gran Purga de Stalin.

## El judici
El tribunal estava presidit per Vassili Úlrikh, i Andrei Vixinski actuà com a fiscal.

### Els Acusats
El tercer judici-espectacle, celebrat al març de 1938, i conegut popularment com "El Judici dels Vint-i-un", és el judici-espectacle soviètic més famós a causa de les persones involucrades i del ventall de càrrecs, que anaven lligats a judicis anteriors.
Els 21 acusats confessaren haver format part de l'anomenat "Bloc de Dretistes i Trotskistes" que havien intentat derruir el socialisme i restaurar el capitalisme a Rússia, entre d'aldres coses.:
1. Nikolai Bukharin – teòric marxista, antic cap de la Internacional Comunista i membre del Politburó
2. Aleksei Ríkov – antic President del Consell de Comissaris del Poble i membre del Politburó
3. Nikolai Krestinski – antic membre del Politburó i ambaixador a Alemanya
4. Christian Rakovski – antic ambaixador a Gran Bretanya i França[1]
5. Guénrikh Iagoda – antic cap de l'NKVD
6. Arkadi Rosengoltz – antic Comissari del Poble pel Comerç Exterior
7. Vladimir Ivanov – antic Comissari del Poble per la Indústria de la Fusta
8. Mikhaïl Txernov – antic Comissari del Poble d'Agricultura
9. Grigori Grinko – antic Comissari del Poble de Finances
10. Isaac Zelenski – antic Secretari del Comitè Central
11. Sergei Bessonov
12. Akmal Ikramov – líder uzbek
13. Faizulla Khodjaiev – líder uzbek
14. Vasili Xarangovitx – antic primer secretari a Belarús
15. Prokopi Zubarev
16. Pavel Bulanov – oficial de l'NKVD
17. Lev Levin – metge del Kremlin
18. Dmitri Pletnev – metge del Kremlin
19. Ignati Kazakov – metge del Kremlin
20. Veniamin Maximov-Dikovski
21. Piotr Kriutxkov – membre del OGPU

### Els Càrrecs
Tots els acusats van rebre càrrecs d'alta traïció, espionatge, desviacionisme, terror, sabotatge, minar el poder militar de l'URSS, provocar un atac militar de potències estrangeres contra l'URSS, etc. Tots els càrrecs estaven inclosos dins de l'Article 58 del Codi Penal, en els seus apartats 12. 2, 7, 8, 9 i 11.
Els càrrecs incloïen els punts següents:
- formar part d'un grup per a la conspiració anomenat "Bloc Trotskista-Dretista", els objectius del qual serien la restauració del capitalisme a Rússia i la dissolució de la Unió Soviètica com a unió de repúbliques i províncies litorals.
- l'assassinat de Serguei Kírov, Valerian Kuibixev i del cap de la OGPU, Viatxeslav Menjinski
- l'assassinat de l'escriptor Maxim Gorki i del seu fill, Maxim Pexkov
- l'intent d'assassinat de Vladímir Lenin, Ióssif Stalin i Iàkov Sverdlov el 1918
- planejar l'assassinat de Iakov Sverdlov, Viatxeslav Mólotov, Làzar Kaganóvitx i Kliment Voroixílov.
- conspirar per enfonsar l'economia soviètica, mitjançant el sabotatge de la mineria, el descarrilament de trens, la mort del bestiar, etc.
- conspirar per enfonsar la potència militar del país
- treballar per als serveis d'espionatge estrangers, en particular, amb els feixistes alemanys (directament o mitjançant Lev Trotski), la preparació d'una agressió armada contra la Unió Soviètica, amb l'ajut dels governs estrangers i de l'emigració anti-soviètica i trotskista, i ajudar els serveis d'espionatge britànic, francès, japonès i alemany
- fer acords secrets amb Alemanya i Japó, prometent rendir Belarús, Ucraïna, l'Àsia central i l'Extrem Orient Rus a les potències estrangeres
- organitzar alçaments de kulaks a la rereguarda de l'Exèrcit Roig en cas d'una futura guerra

Tots els acusats van confessar aquests càrrecs durant el judici espectacle, tot i que amb poques però notables excepcions.
Fins i tot els observadors favorables que havien aconseguit acceptar els judicis anteriors trobaren difícil de digerir els nous càrrecs, car cada cop eren més absurds, a més que la purga ja s'expandia per incloure a virtualment tots els Vells Bolxevics vius, a excepció de Stalin. Per a alguns preeminents líders comunistes com Bertram Wolfe, Jay Lovestone, Arthur Koestler i Heinrich Brandler, el judici a Bukharin marcà el seu trencament amb el comunisme, arribant al punt de convertir als 3 primers en fervents anti-comunistes.
Els preparatius per a aquest judici es retardaren durant les seves etapes inicials a causa que alguns membres del Partit es negaren a denunciar als seus camarades. Va ser en aquest moment quan Stalin va intervenir personalment per accelerar el procés i substituí a Genrikh Iagoda per Nikolai Iejov. A més, Stalin acudí com a espectador del judici des d'una cambra oculta al jutjat.

## El Procés
Només es va permetre tenir advocat defensor als tres metges: Levin va ser defensat pel col·legiat de Moscou I.D. Braude, Pletniev i Kazakov van ser-ho pel col·legiat de Moscou N.V. Kommodov. La resta d'acusats, tant durant la instrucció del procés com en la vista judicial, van renunciar a la seva defensa, afirmant que aquesta seria realitzada per ells mateixos.
Durant la vista judicial s'escoltaren els testimonis sobre la participació de Bukharin el 1918 en el grup anomenat "Comunistes d'Esquerra", i l'afirmació dels experts que deduïren dels fets que acceleraren la mort de Viatxeslav Menjinski (fets posteriorment confirmats pels testimonis dels propis metges acusats). Els testimonis i fets dels anteriors processos van ser considerats com a proves de càrrec per a l'acusació.
En el cas dels metges, afirmaren que van cometre els crims a causa de les amenaces directes fetes contra ells i les seves famílies per part de Iagoda.

## Confessions
Durant el primer dia del judici, Krestinski causà sensació quan es declarà innocent de tots els càrrecs formulats pel fiscal Andrei Vixinski. No obstant això, després de mesures especials que li dislocaren l'espatlla entre altres coses, canvià el seu al·legat dient: "Admeto plena i completament que sóc culpable dels greus càrrecs presentats en contra meva, i admeto la meva completa responsabilitat per la traïció que he comès". Com a conseqüència, la resta d'acusats van reafirmar-se a allò declarat durant la fase d'instrucció, penedint-se dels seus propis crims davant del poble, i fins i tot afegint-ne de nous.
Anastàs Mikoian i Viatxeslav Mólotov posteriorment dirien que Bukharin mai no va ser torturat, però ara és sabut que els seus interrogadors van rebre instruccions de "permès colpejar", i que estaven sota una gran pressió per extraure una confessió de l'acusat "estrella". Bukharin aguantà durant 3 mesos, però les amenaces contra la seva esposa i el seu fill, combinats amb "mètodes d'influència psíquica" el van aconseguir abatre. Però quan va llegir la seva confessió, corregida personalment pel mateix Stalin, negà tota la confessió. L'interrogatori començà de nou des de l'inici, aquest cop amb un equip doble d'interrogadors.
La confessió de Bukharin en particular va ser objecte d'un gran debat entre els observadors occidentals, i serví d'inspiració per a la novel·la "Darkness at Noon" de Koestler i per l'assaig filosòfic "Humanisme i Terror" de Maurice Merleau-Ponty, entre d'altres. Les seves confessions difereixen de les altres en què, si bé admeten els càrrecs generals, neguen coneixement quan se li parla de crims específics. Alguns observadors astuts han advertit que només admetria el que estava a la seva confessió escrita i rebutjaria anar més enllà. A més hi ha el fet que se li va permetre escriure a la presó (va escriure 4 llibres, incloent una novel·la autobiogràfica, "Com va començar tot", un tractat filosòfic i una col·lecció de poemes; manuscrits que van trobar-se als arxius de Stalin i van ser publicats a la dècada de 1990), la qual cosa fa pensar en què s'arribà a alguna mena de tracte a condició que confessés (també va escriure una sèrie d'emotives cartes a Stalin on protestava per la seva innocència i professava el seu amor per Stalin, que contrasta amb la seva opinió crítica de Stalin i les seves polítiques expressades als altres i per la seva conducta durant el judici.)
Hi ha diverses interpretacions cap a les motivacions de Bukharin (a part de la coacció) durant el judici. Koestler i d'altres veien en ell com que realment creia fer un darrer servei al Partit (mentre que mantenia una espurna del seu honor personal), mentre que Stephen Cohen i Robert Tucker veuen traces de llenguatge isopià, mitjançant el qual Bukharin convertiria el seu judici en un judici de l'estalinisme (mentre que mantenia la seva part del tracte per tal de salvar la seva família). Bukharin parlà sobre la seva "peculiar dualitat mental" en el seu darrer al·legat, que el portà a una "semi-paràlisi de la voluntat" i a una consciència desventurada hegeliana, que presumiblement derivava de la realitat de la ruïna estalinista (tot i que no podia dir-ho durant el judici) i davant l'amenaça del feixisme (que requeria doblegar-se davant de Stalin, que esdevingué la personificació del Partit).
El resultat va ser una curiosa barreja de confessions i crítiques subtils del judici. Després de desaprovar diversos càrrecs contra ells (un observador notà que procedia a demolir, o semblava que podia demolir fàcilment tot el cas) i deia que "la confessió de l'acusat no és essencial. La confessió de l'acusat és un principi medieval de jurisprudència" en un judici on tot es basava únicament en confessions. Acaba el seu al·legat final dient que "'monstruositat del meu crim és immesurable, especialment en la nova etapa de la lluita a la Unió Soviètica. Potser aquest judici sigui la seva darrera lliçó, i que el gran poder de l'URSS sigui clar a tots".

## El Veredicte
La sentència va emetre's el 13 de març de 1938, segons la qual tots els acusats, a excepció de 3 d'ells, van ser trobats culpables "d'haver comès ofenses extremadament greus contra l'estat, previstes en el Codi Criminal Soviètic… i sentenciats a la pena màxima", és a dir, a ser afusellats. Pletnev, "car no assumeix una participació activa en els assassinats de Kubixev i Gorki, encara que contribuí a aquest crim" va ser sentenciat a 25 anys de presó, Rakovski i Bessonov, "al no assumir una participació directa en l'organització terrorista i desviacionista", van ser condemnats a 20 i 15 anys respectivament (tots ells van ser morts l'11 de setembre de 1941 durant les massacres de presoners de l'NKVD al bosc de Medvedevski, prop d'Orel, davant l'aproximació de les tropes nazis)
Romain Rolland i d'altres van escriure a Stalin demanant clemència per Bukharin, però totes les execucions van ser anunciades el 15 de març de 1938. malgrat la promesa de salvar la seva família, l'esposa de Bukharin, Anna Larina, igual que les esposes d'altres acusats, va ser enviada a un camp de treball; encara que aconseguí sobreviure a Stalin. Als documents interns de l'NKVD es descobrí que Nikolai Bukharin, Nikolai Krestinski i Christian Rakovski van ser sentenciats a ser afusellats el 2 de març de 1938, el dia que s'inicià el judici. Si bé podria tractar-se d'un error, fa reflexionar sobre la possibilitat que la sentència real podria haver estat ja decidida prèviament a l'inici del judici.
Tots llevat de Guénrikh Iagoda van ser afusellats i enterrats el 15 de març al centre especial komunarsk a l'oblast de Moscou. La data i lloc d'afusellament i enterrament de Iagoda són desconeguts. El fet que Iagoda fos un dels acusats mostrà que la velocitat de la purga s'estava consumint per ella mateixa. De fet, la sentència de Iagoda va semblar ser un senyal del final del terror que va ser la Gran Purga, però aquest s'intensificà sota el mandat del seu successor, Nikolai Iejov (el punt màxim del període de la Gran Purga, 1937-38, va ser anomenat Iejovstxina).

## Rehabilitació
Nikolai Krestinski, Akmal Ikramov, Faizulla Khodjaiev i Isaac Zelenski van ser rehabilitats el 1963, després del XXII Congrés del PCUS. La resta de processats, a excepció de Iagoda, van haver d'esperar fins al 1988 per ser rehabilitats.